# Kabupaten de Nunukan
Pour l’article homonyme, voir Nunukan.
Le kabupaten de Nunukan, en indonésien Kabupaten Nunukan, est un kabupaten d'Indonésie dans la province de Kalimantan du Nord.

## Géographie
Le kabupaten est bordé :
- au nord, par l'État malaisien de Sabah ;
- à l'est, par le détroit de Makassar ;
- au sud, par le kabupaten de Bulungan.

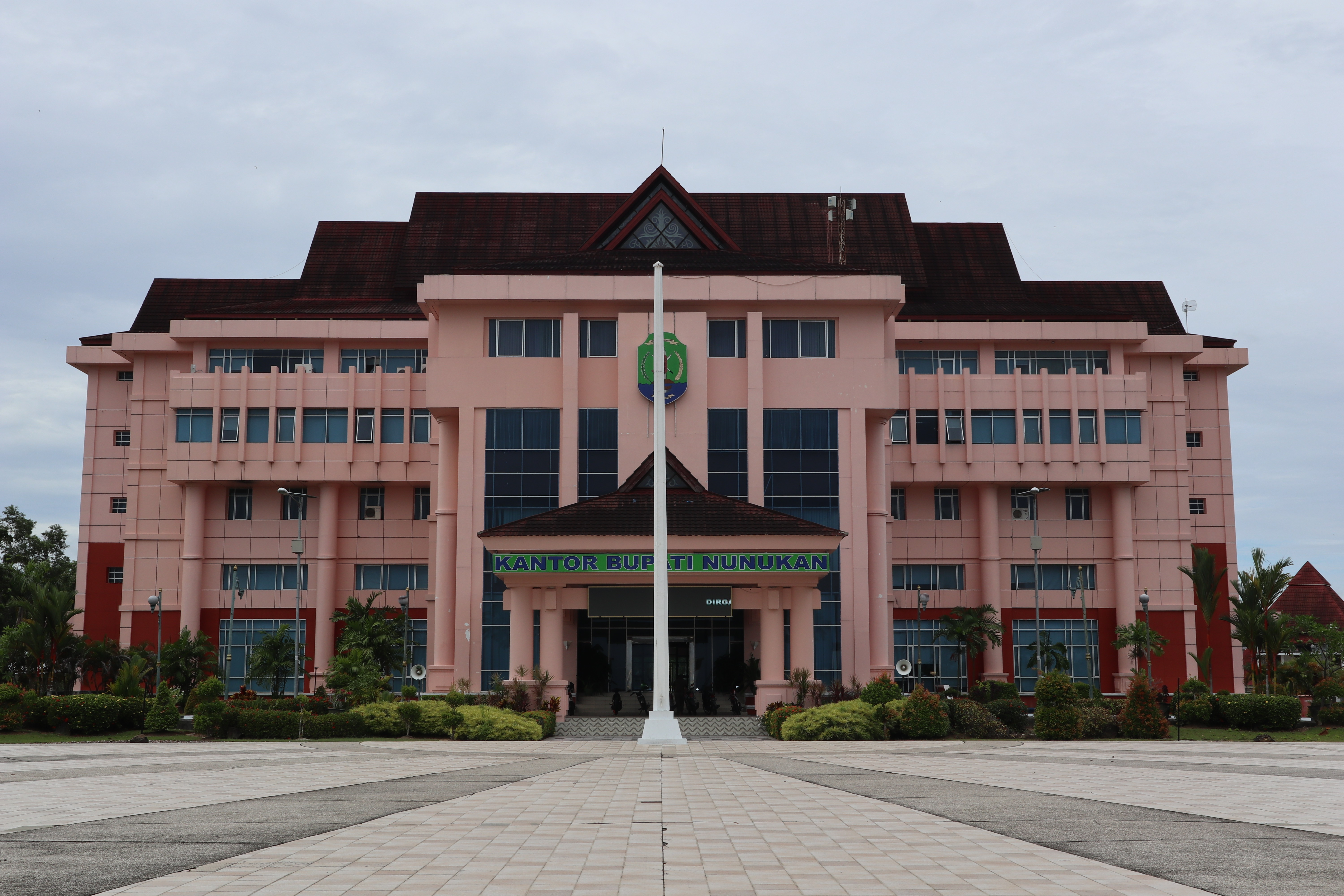
Bureau du régent de Nunukan dans la ville de Nunukan.